# Alexander Lipping
Alexander Lipping ist ein Frankfurter deutscher Musiker und Liedermacher, der im Kontext der Friedensbewegung der 1980er Jahre durch Bühnen- und Rundfunkprogramme, Musikalben und Liedersammlungen bekannt wurde. 

## Leben
Alexander Lipping war langjähriger Mitarbeiter des Theaters Katakombe Frankfurt, wo er ab den späten 1970er Jahren als Autor und Regisseur, Schauspieler und Sänger in literarischen Revuen fungierte, zum Beispiel in den Produktionen Die Weltbühne-Revue (1985), Der Traum der Republik (1988), 1848-Der Deutsche macht in Güte die Revolution und seinem Jugendtheaterstück Treu dem Verführer. Auch war er dort für Gastproduktionen und die Tourneeleitung verantwortlich.
Beim Münchner Theaterkollektiv theater k (gegründet von seinem Freund Wolfgang Anraths) gastierte er als Autor, Regisseur und Interpret. Weitere Gastspiele absolvierte er an der TU Berlin, in der UdK Berlin, am Staatstheater Kassel, am Nationaltheater Mannheim oder am Landestheater Tübingen. 
Auf seinen Tourneen engagierte er sich gegen allgemeine Geschichtsvergessenheit und entwickelte eine eigene Vortragsform, wobei Themen in dem Bereich Sozialgeschichte sowie insbesondere der Shoa und der Zeit des Nationalsozialismus im Mittelpunkt standen. Neben Liedern, Gedichten, Ausschnitten aus Romanen, Zeitungsartikeln, Gerichtsprotokollen verarbeitete er historisches Material zu einer Erzählform, die über die Lieder hinaus wirkte. 
Lipping ist heute (Stand 2025) vornehmlich im jugendpädagogischen Bereich tätig und investiert dort Gewinne aus seinen künstlerischen Veröffentlichungen.

## Werk
Drei Langspielplatten bei der Büchergilde Gutenberg dokumentieren Lippings Vielseitigkeit, die er auch als Autor und Interpret von zahlreichen Rundfunkproduktionen der Öffentlichkeit vorstellte (Hessischer Rundfunk, Redaktion Werner Klein). Gemeinsam mit der schwedischen Pazifistin Rosalinde von Ossietzky-Palm, Tochter von Carl von Ossietzky, produzierte er das Album Große Zeiten, nach Texten aus der Weltbühne, einer von den Nationalsozialisten verbotenen Zeitschrift.
Lippings thematischer Schwerpunkt als Liedersammler und Interpret beginnt in der Zeit des Vormärz und der Revolution von 1848, dem Beginn der Arbeiterbewegung und den sozialen Kämpfen in der deutschen Geschichte. Gemeinsam mit Björn Grabendorff gab er verbreitete Liedersammlungen heraus darunter Friedenslieder (1982) und Lieder der Landstraße (1984) mit Texten, Noten und Begleitakkorden, die im S. Fischer Verlag erschienen. Ebenfalls unter Grabendorfs Mitarbeit erschien Ende der 1980er Jahre im Röderberg-Verlag Der Traum der Republik (1988), eine Sammlung literarischer Texte aus der Weltbühne, die die Hintergründe, Ursachen und Folgen des Untergangs der Weimarer Republik beleuchten. 
In der ersten Hälfte der 1990er Jahre produzierte Lipping als Verleger und künstlerischer Leiter zwei Alben mit biblischen Texten, gesprochen von Heinz Rühmann und Willy Millowitsch. Viele Jahre arbeitete Lipping mit seinem Freund Fitzroy Burroughs zusammen, der ihn als Keyboarder begleitete.
In seinem 2025 erschienen Album Himmlische Vaganten beschäftigt er sich in 22 Songs und einem Booklet von 32 Seiten mit Autoren und Schriftstellern wie Jakob Haringer, Erich Mühsam, Walter Mehring, Hans Sahl, Jo Mihaly, Klabund, Oscar Wilde, Franz Evers, Hermann Hesse und Max Herrmann-Neiße, deren Leben und Schicksal im Bezug zu Heimatverlust und Verfolgung standen. Beginnend mit den letzten verblieben Handwerksgesellen auf der Walz erzählen diese Songs von eben diesen Themen: ruheloses Umherziehen, Verfolgung und Verlust der Muttersprache.

## Rezeption
Die Westfälische Rundschau schrieb Anfang 1987 zu Lippings Auftritt mit dem Programm Staatenlos im Nirgendwo an der Fachhochschule Hagen: „So ist und war die Lage derer, die ins Ausland flüchten mussten oder müssen: Die der „entarteten Kunst“ und des politischen Widerstands angeklagten Künstler, Schriftsteller und Journalisten in den 30er und 40er Jahren ebenso wie die Flüchtigen heute. Die durch Gitarre- und Pianoarrangements unterstützten Auswahltexte von Carl Zuckmeyer, Walter Mehring. Thomas Mann und anderen Exilschriftstellern rüttelten auf, machten nachdenklich.“
Das deutsche Nachrichtenmagazin Der Spiegel bezeichnete Alexander Lipping 1988 als „Frankfurter Polit-Bänkelsänger“.

## Veröffentlichungen (Auswahl)
- mit Björn Grabendorff: Der Traum der Republik. Literarische Revue über die Zerstörung der Weimarer Republik. Röderberg im Pahl-Rugenstein-Verlag, Köln 1988, ISBN 3-87682-843-0.

Liederbücher
- mit Björn Grabendorff: Lieder der Landstraße Texte und Noten mit Begleit-Akkorden. Fischer-Taschenbuch-Verlag, Frankfurt 1984, ISBN 3-596-22992-8.
- mit Björn Grabendorff: 1848 - der Deutsche macht in Güte der Revolution. Fischer-Taschenbuch-Verlag, Frankfurt 1984, ISBN 3-596-22992-8.
- mit Björn Grabendorff: Friedenslieder. Texte und Noten mit Begleit-Akkorden. Fischer-Taschenbuch-Verlag, Frankfurt 1984, ISBN 3-596-22981-2.

## Diskografie
LP
- Staatenlos im Nirgendwo. Lieder aus dem Exil 1933–45 (Büchergilde Gutenberg; 1987)
- Große Zeiten. Songs und Texte aus der Weltbühne (Büchergilde Gutenberg; 1988)
- Die Songs vom langen Kampf – 100 Jahre Deutsche Gewerkschaften (Büchergilde Gutenberg; 1989)

CD
- Himmlische Vaganten (Kulturbüro Frankfurt; 2025)